# Xã Osage, Quận Vernon, Missouri
Xã Osage (tiếng Anh: Osage Township) là một xã thuộc quận Vernon, tiểu bang Missouri, Hoa Kỳ. Năm 2010, dân số của xã này là 295 người.